# Coil (banda)
Coil foi uma banda inglesa de música experimental formado em 1982 por John Balance e Peter Christopherson, mais conhecido como "Sleazy". A dupla trabalhou junto em uma série de lançamentos antes Balance escolher o nome Coil, que ele afirmou ser inspirado pela onipresença da forma de espiral na natureza.

## Discografia

### Álbuns
- Scatology (1984)
- Horse Rotorvator (1986)
- Gold Is the Metal with the Broadest Shoulders (1987)
- Love's Secret Domain (1991)
- Stolen & Contaminated Songs (1992)
- Astral Disaster (1999)
- Musick to Play in the Dark Vol. 1 (1999)
- Queens of the Circulating Library (CD) (2000)
- Musick to Play in the Dark Vol. 2 (2000)
- Constant Shallowness Leads to Evil (2000)
- The Remote Viewer (CD-R/2XCD) (2002)
- The Restitution of Decayed Intelligence (10") (2003)
- Black Antlers (2004)
- The Ape of Naples (2005)
- The New Backwards (2008)